# Míssil Blue Steel
O Avro Blue Steel foi um míssil nuclear britânico construídos para incorporar a frota dos V bomber. Foi o primeiro armamento nuclear britânico até o desenvolvimento dos mísseis Polaris pela Marinha Real, que armou submarinos nucleares.

## Desenvolvimento

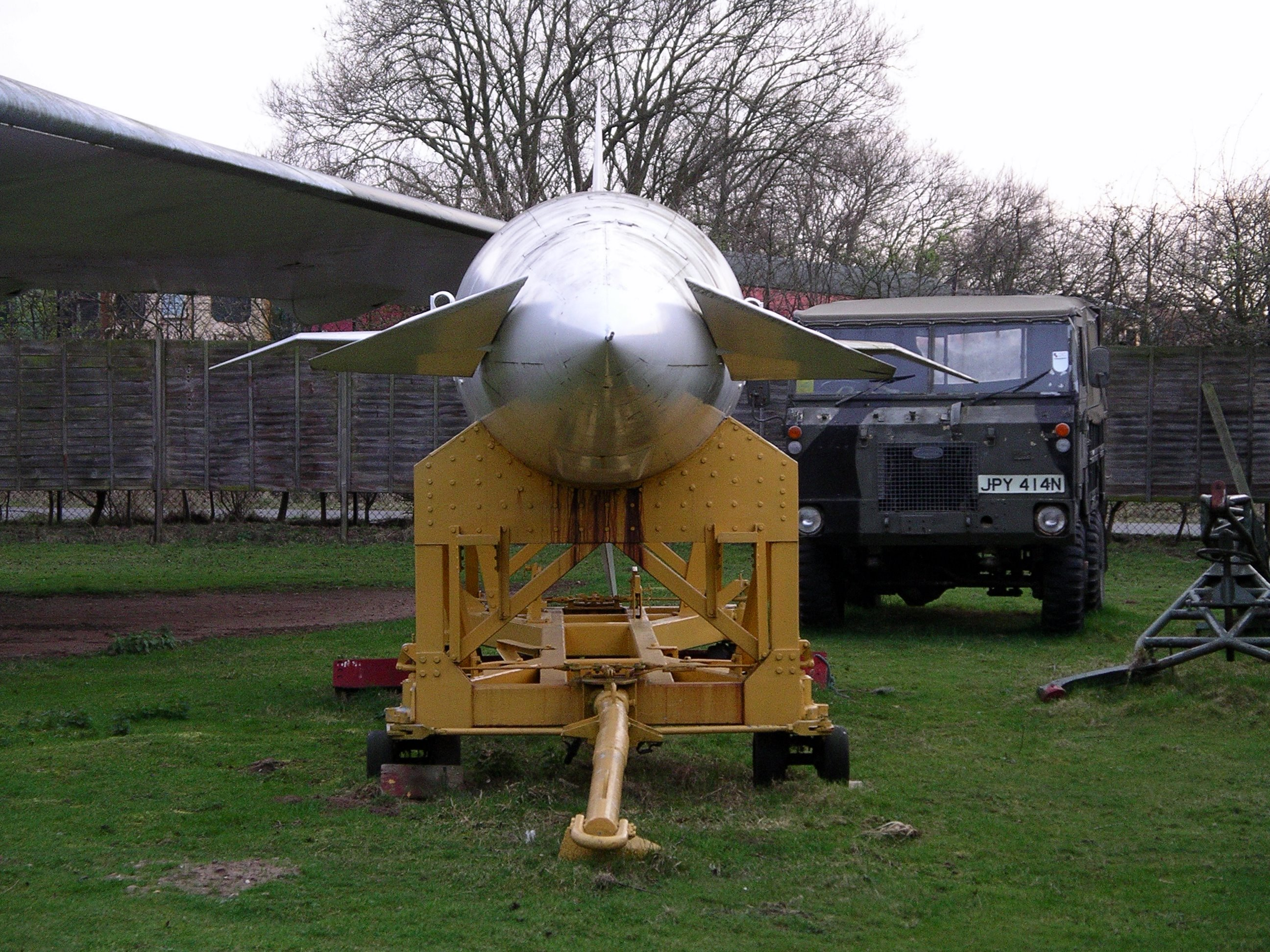
Parte frontal do míssil Avro Blue Steel no museu de Midland Air

O Blue Steel foi o resultado de um memorando do Ministério de Suprimentos do Reino Unido de 5 de Novembro de 1954 que previu que em 1960 as defesas aéreas da União Soviética faria proibitivamente perigoso para os V bombers atacarem com bombas nucleares no princípio da gravidade. A resposta foi um míssil supersônico motorizado com foguetes capaz de carregar uma grande quantidade de poder nuclear (projetado também para bomba termonucleares) com um alcance de pelo menos 80 km. Isto manteria os bombardeiros fora de alcance de defesas terrestres soviéticas instaladas em torno da área de ataque, permitindo à ogiva "colidir" em alta velocidade.